# What Can We Do (A Deeper Love)
A What Can We Do (A Deeper Love) Anastacia amerikai énekesnő és DJ Tiesto közös száma, ami 2011. november 18-án jelent meg.

## A dal háttere
A zeneszámot a Skoda cseh autógyártó vállalat megbízásából készítette el a két művész, mert ez lesz a vállalat 2012-es reklámkampányának a hivatalos dala. 2012 februárjában jelenik meg hivatalosan, részeként egy világra szóló promóciós kampánynak és Anastacia visszatérésének.

## Reklámok
A reklámok nagy részében a Citigo extráira és újdonságaira hívják fel a figyelmet (pl.: tolatóradar, teljesítmény), az Anastaciával készült reklám, azonban a fedélzeti komputerre szorítkozik. Ennek is a három főbb részére. A beépített GPS-re, a telefonkihangosítóra és a Music App-re. A kis film elkészítésénél a humor volt a fő szempont. Mialatt a Skoda mérnöke az autót vezeti és a különböző 'App'-ek között válogat, mindig megjelenik mellette valaki, aki megkönnyíti dolgát. Első alkalommal a GPS-t nyitja meg, ekkor megjelenik egy férfi, térképpel a kezében, aki útbaigazítást ad. Másodszorra a telefon kihangosítót választja, ezután egy diszpécser látható az autóban, aki hívásait intézi. Harmadik alkalommal, az általa kedvencnek mondott, Music 'App'-et nyitja meg, mire megjelenik az autóban Anastacia, és énekelni kezdi a What Can We Do (A Deeper Love) című számot. Ekkor a Skoda mérnöke beleteker a CD lejátszóba, ezalatt pedig Anastacia hangját és mozgását is felgyorsítják. A mérnök léptet a számok között, mialatt még négy különböző számot énekel a feketehangú énekesnő, ami 4 teljesen különböző stílust képvisel, kifigurázva. Anastacia a reklámban megcsillanthatta pozitív kisugárzását és szórakoztató képességét, hiszen a dalok alatt grimaszolva énekel. Végül ismét a Deeper Love-hoz érkezik a lejátszó, ezzel zárul a reklám. Anastacia megjelenése a rajongói kedvére tesz, hiszen ismét hosszú, szőke hajjal láthatjuk, a jól megszokott szemüveg kíséretében.

## A számról
Anastacia 2012-es visszatérését egy dance dallal készíti elő, amelyet Dj Tiëstóval, a világ egyik legismertebb lemezlovasával vett fel. A dal a What Can We Do (A Deeper Love) címet kapta, refrénje pedig tartalmazza az 1993-as, A Deeper Love című Aretha Franklin-sláger refrénjét. A zenét 2011. november 18-án tette hivatalosan elérhetővé Dj Tiesto a Google Music ingyenes zenemegosztó segítségével.
Érdekesség, hogy a szám az Apáca show 2. filmzenéje volt.

## Megjelenések
A dal a Skoda Citigo, a Skoda új modelljének a népszerűsítésére szolgál, így az összes Citigo reklámban fel fog csendülni valamelyik változat. A cseh autógyártó vállalat, már több mint egy tucat reklámot mutatott be a hivatalos YouTube csatornán, melyek később Európa, Ázsia és Ausztrália tévécsatornáiban lesznek láthatóak, az autó hivatalos bemutatója után. Több reklámban maga Anastacia is szerepet vállalt, így rajongói nem csak új, 2012-ben megjelenő albuma miatt hallhatnak majd sokat az énekesnőről, hanem a fél világra szóló reklámkampány miatt is.

## Változatok
A számnak két változata készült. Az első a Tiesto által remixelt változat, ami a Skoda Citigo fiatalosságát hivatott bemutatni, hiszen egy igazi partidal, Dj Tiesto-tól megszokott stílusban. A második Anastacia saját változata, ahol a tőle megszokott sprock stílust hangsúlyozza ki, hangszerelése a disco számokat nem kedvelőknek is kedvez. A Skoda ezt a változatot használja a reklámok többségében

## Videóklip
A dalhoz két videóklip is készült, az első premierje a Skoda hivatalos Facebook-oldalán volt, 2011. december 19-én. A klipben DJ Tiesto szerepel egy csapat gördeszkás társaságában, és láthatóak a Skoda új autói is. A klipet Vancouverben rögzítették. Anastacia nem szerepelt benne, ami a rajongók felháborodását váltotta ki, azonban az énekesnő Twitter oldalán közölte, hogy lesz másik klip is. Ezt 2012 márciusában rögzítették Prágában, ebben pedig már Anastacia is szerepel, mert saját kislemezként is megjelenteti a számot. A második klip megjelenése közel lesz az új autók megjelenéséhez, az énekesnő twitter oldalán azt közölte, hogy júniusban láthatjuk.